# Estadio Köpetdag
El Estadio Köpetdag es un estadio multiusos ubicado en la ciudad de Asjabad, capital de Turkmenistán. El estadio lleva el nombre de la cadena montañosa Kopet Dag. El estadio tiene capacidad para 26.503 personas.
El estadio fue construido en 1997 por la empresa técnica internacional Mensel JV. Desde su apertura se utiliza principalmente para partidos de fútbol y sirve como sede del Köpetdag Aşgabat club de la Liga Superior de Turkmenistán.
En 2015, el estadio fue objeto de una reconstrucción radical por parte de empresas constructoras turcomanas. El partido reinaugural entre Köpetdag Aşgabat y FC Merw Mary en el marco de la Copa de Turkmenistán tuvo lugar el 5 de agosto de 2015, al partido asistieron 26.805 espectadores. A la ceremonia de inauguración del complejo deportivo participó el presidente de Turkmenistán, Gurbanguly Berdimuhamedow.
En el otoño de 2015, el estadio acogió 3 partidos de la Selección de Turkmenistán en el marco de la fase de clasificación para el Mundial de 2018 contra Guam, India y Omán, que terminaron con victorias para los anfitriones.